# Analytische functie
In de wiskunde is een analytische functie een functie die lokaal door een machtreeks kan worden benaderd die convergent is. Er zijn zowel reëelwaardige als complexwaardige analytische functies. Beide soorten functies kunnen weliswaar oneindig vaak worden gedifferentieerd, maar complexe hebben eigenschappen die niet algemeen voor reële gelden. Deze definitie komt er voor een functie {\displaystyle f} in een punt {\displaystyle x_{0}} mee overeen dat er een omgeving van {\displaystyle x_{0}} is, waarin de taylorontwikkeling van {\displaystyle f} convergeert.
Het is voor complexwaardige functies hetzelfde dat zij analytisch of holomorf zijn. Een gehele functie is een complexwaardige fuctie die over het gehele complexe vlak analytisch is.
Bronvermelding
- Dit artikel of een eerdere versie ervan is een (gedeeltelijke) vertaling van het artikel Analytic function op de Engelstalige Wikipedia, dat onder de licentie Creative Commons Naamsvermelding/Gelijk delen valt. Zie de bewerkingsgeschiedenis aldaar.